# مبادلة الهاتف (فلم)
مبادلة الهاتف (بالإنجليزية: Phone Swap)، هُو فيلم رومانسي وكوميدي درامي نيجيري صدر سنة 2012، وقد كتب نصه Kemi Adesoye وأخرجه وأنتجه كانلي أفولايان. الفيلم من بطولة كُل من نسي إيكبي إيتيم وWale Ojo ودجوك سيلفا وشيكا أوكبالا وليديا فورسون.

## وصلات خارجية
- مقالات تستعمل روابط فنية بلا صلة مع ويكي بيانات